# Arrós de Cardós
Arrós de Cardós  es una localidad española del municipio de Esterri de Cardós, perteneciente a la provincia de Lérida, en la comunidad autónoma de Cataluña.

## Historia
Hacia mediados del siglo XIX, el lugar, por entonces con ayuntamiento propio, tenía contabilizada una población de 54 habitantes. Aparece descrito en el tercer volumen del Diccionario geográfico-estadístico-histórico de España y sus posesiones de Ultramar de Pascual Madoz de la siguiente manera:

ARROS: l. con ayunt. en la pror. de Lérida (34 horas), part. jud. de Sort (7), aud. terr. y c. g. de Cataluña (Barcelona 50), dióc. de Seo de Urgel (12), oficialato de Cardós: sit. en 1 llano de 1/2 hora, rodeada de cerros muy altos; le combaten principalmente los vientos del N.; y el clima, aunque frio, es bastante sano, no habiendo mas enfermedades comunes que algunos catarros y pulmonias. Tiene 10 casas, y 1 igl. parr. bajo la advocacion de San Julian, de la que son anejas las de los inmediatos pueblos de Benante y Ginestarre; sirve el culto 1 cura llamado rector, cuyo destino, que es de primer ascenso, se provee por S. M. ó por el diocesano, segun los meses en que vaca, y previa oposicion en concurso general. Confina el térm. por N. con el de Lladros, por E. con el de Esterri de Cardos, por S. con el de Ainet de Cardos, y por O. con el de Benante; de cuyos lim. dist. 1/4 de hora poco mas ó menos. Dentro del mismo nacen varias fuentes, cuyas esquisitas aguas y las de 1 torrente ó riach., aprovechan los vec. para su gasto doméstico, y abrevadero de ganados. El terreno, sumamente desigual y escabroso, es de clase inferior, apenas comprende 100 jornales de cultivo, con algunos prados, pues todo lo demas está cubierto de montes y precipicios, criándose en el cerro llamado de Tudela, que se halla hacia el E., bastante arbolado, y en los restantes combustible y yerbas de pasto. Atraviesa por el térm. el camino que conduce á Francia por el puerto de Tabascan, el que como todos los de este pais, se encuentra en malísimo estado. El correo lo lleva 1 balijero desde Tremp á Llaborsi, y aqui lo toma 1 espreso; llega los domingos y juéves, y sale los mártes y viérnes por la tarde. prod.: centeno, legumbres, patatas, y algunas hortalizas: cría ganado vacuno, lanar, cabrio, y de cerda, y el mular y caballar preciso para las labores; hay caza de varias clases; y pesca de truchas en el indicado riach.: comercio: el que resulta de la cria y venta del ganado, con bastante esportacion de lana para Francia y otros puntos del interior de la Península, de donde se importa trigo, aceite, vino, géneros coloniales, y los demas que no hay en el pais. pobl.: 10 vec., 54 alm.: cap. imp. 20,836 rs., ascendiendo el presupuesto municipal á 400 rs. que se cubren por reparto entre los vec. Antes de la estincion de los señ. correspondía el de este pueblo al conde de Villamur, á quien satisfacia un cánon anual, que dejó de pagarse como todos los de esta clase en la actual época.
(Madoz, 1846, p. 23)

En la actualidad forma parte del municipio de Esterri de Cardós. En 2022, tenía empadronados 28 habitantes.

## Patrimonio
En el lugar hay una iglesia bajo la advocación de San Julián.